# Gabonella cothurnata
Gabonella cothurnata är en insektsart som först beskrevs av Bolívar, I. 1906.  Gabonella cothurnata ingår i släktet Gabonella och familjen vårtbitare. Inga underarter finns listade i Catalogue of Life.